# Forum des Halles
Le Forum des Halles (renommé Westfield Forum des Halles en 2019) est un centre commercial français installé sur le site des anciennes halles centrales de Paris.
Après le déménagement des Halles à Rungis, le site du cœur de Paris accueille le chantier de construction de la gare souterraine de Châtelet - Les Halles : c'est le « Trou des Halles » des années 1970. À la fin de cette décennie est inauguré un premier Forum des Halles, qui reste en fonction jusqu'aux années 2010. Il est finalement reconstruit, avec la création d'une gigantesque canopée métallique de couleur dorée qui le recouvre. C'est l'actuel Forum des Halles.  
En 2017, il s'agit du troisième centre commercial le plus visité de France, avec 33,9 millions de visiteurs. En 2019, le Forum des Halles est le centre commercial le plus visité de France, avec 50 millions de visiteurs. Il accueille quotidiennement 150 000 personnes.

## Histoire
Au milieu du XIXe siècle, douze pavillons sont construits par Victor Baltard sur l'emplacement des Halles de Paris. Le marché central de vente en gros est déplacé à Rungis à la fin des années 1960 et les pavillons Baltard sont détruits en 1971, laissant un « trou » au centre de Paris durant quelques années. Le Forum est alors construit puis inauguré en 1979, au-dessus du principal nœud de RER et de métro de Paris. Dans les années 2010, le site est totalement repensé et rénové, avec comme principale innovation architecturale sa couverture, La Canopée, inaugurée en 2016, faite de verre et de métal. 

### Un projet urbain
Le départ du marché de gros des Halles de Paris pour Rungis et La Villette est décidé le 14 mars 1960 par Michel Debré, Premier Ministre. Ce déménagement permet d'envisager une vaste opération d'urbanisme au cœur de la capitale pour redynamiser le centre de la rive droite.
Une importante décision est prise : la création d'une véritable ville souterraine liée aux transports en commun et comportant des équipements commerciaux, culturels, sportifs et de loisirs. Cette orientation est confirmée par la décision gouvernementale de réaliser le point central d'interconnexion du Réseau express régional - RER, situé à plus de 20 mètres sous terre.

### Le trou des Halles
Durant l'été 1971, la démolition des Halles Baltard est rendue nécessaire afin de créer, à ciel ouvert, la gare souterraine du RER. Le vide et l'espace vacant laissé sur la partie ouest du site reçoivent rapidement le surnom de « Trou des Halles ».
Au cinéma, le site sert :
- à la transposition des aventures de Buffalo Bill, du général Custer et des indiens dans Touche pas à la femme blanche interprété par Marcello Mastroianni et Philippe Noiret.
- On l'aperçoit également dans Les Gaspards, ayant pour thème les grands travaux de cette époque,
- Le Locataire de Roman Polanski
- Le Tueur de Denys de La Patellière

### Le forum de commerces et de loisirs
En 1972 est créée la Société d’Économie Mixte d'Aménagement des Halles (SEMAH), sous la direction technique de Bernard Pilon, dans l'objectif de mener à bien les travaux de rénovation. Associée à Serete-Aménagement (devenue Espace Expansion), la SEMAH définit les contours du Forum avec l'aide des Architectes Claude Vasconi et Georges Pencreac'h. L'architecture du Forum Central est contrainte par l'espace disponible entre la gare de RER et la surface, et par le respect d'une trame fixe de structure de 11,313 m par 16,000 m.
L'inauguration a lieu le 4 septembre 1979, en présence de Jacques Chirac, maire de Paris. 190 enseignes s'installent sur 43 000 m2 répartis sur 4 niveaux. L'ensemble de cette première tranche comprend 70 000 m2, auxquels il faut ajouter 50 000 m2 de parcs de stationnement.
De 1981 à 1996 est installée une annexe du musée Grévin et de 1989 à 1992 le parc océanique Cousteau.

### Réhabilitation du Forum

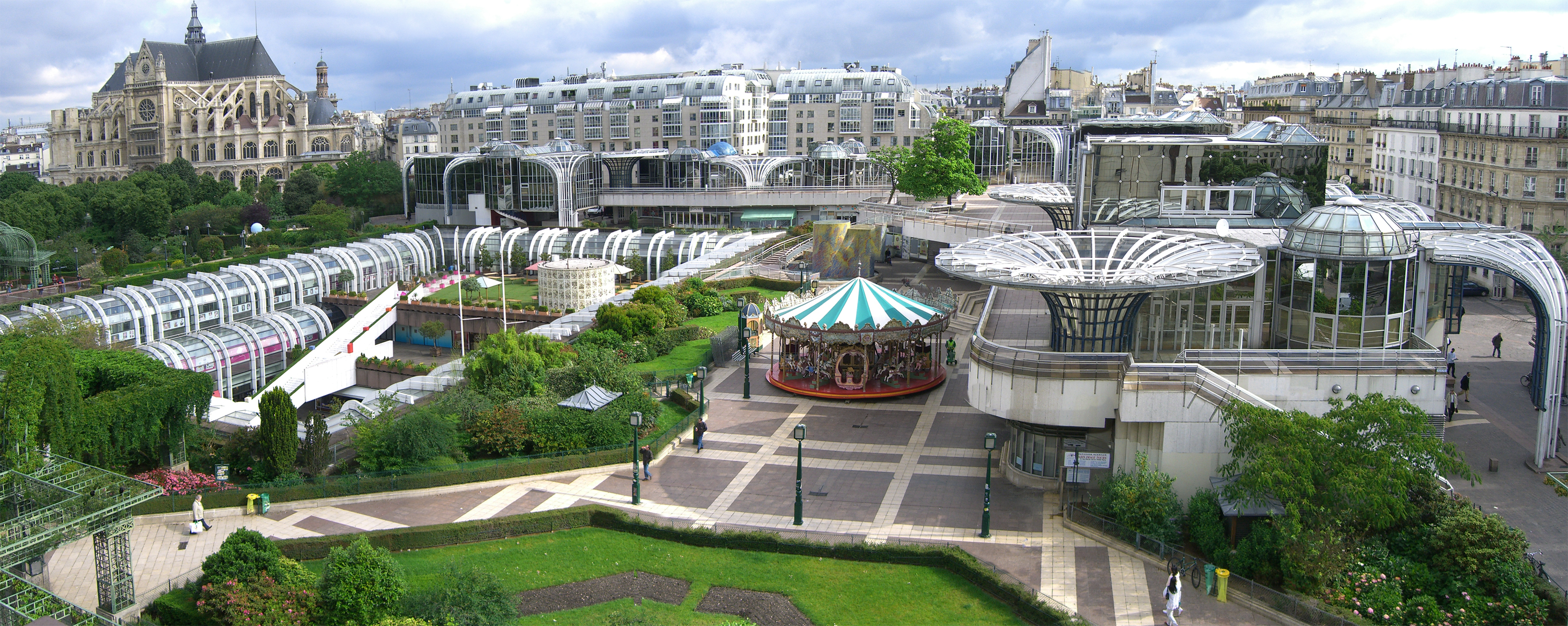
Les halles en 2006.

Trente ans après son inauguration, l'image du Forum des Halles est loin d'être positive (trafics de drogue, insécurité, vices de construction, etc.). En 2002, la Ville de Paris décide d’entreprendre la rénovation du quartier des Halles et engage des démarches de concertation publique. L’accent est mis sur la sécurité, la luminosité et le confort des visiteurs.

#### Le concours de 2004
Quatre équipes sont choisies pour présenter des solutions : 
- Le projet de Rem Koolhaas, vise à faire des Halles « un lieu spectaculaire » : un champ de grands derricks, en verre coloré, « comme des bouteilles de parfum » qui pourraient « rappeler les anciennes halles alimentaires ». Certains de ces derricks, qui doivent abriter des bureaux ou des institutions, plongeraient leurs racines à des niveaux inférieurs du forum.
- Le projet de David Mangin, finalement retenu à l'issue du concours, prévoit la construction d'un carré de 9 mètres de haut et 145 mètres de côté, coiffé d’un toit en caissons couverts de cuivre patiné, vitrés ou ajourés.
- Le projet de Winy Maas a pour objectif de faire « entrer la lumière » dans les espaces souterrains rénovés grâce à un projet de « vitrail ». Les espaces seraient alors « ouverts au maximum en remplaçant le sol par des plaques transparentes ou translucides d’où l'on pourrait regarder le monde en bas ». Les dalles, qui doivent occuper 40 % de la surface, alterneraient avec des jardins. Il s'agirait de créer un vaste vitrail sur la surface du forum et de l’actuel jardin. Avec ce plancher translucide, l’architecte souhaite faire entrer la lumière au sein du sous-sol, espace consacré aux commerces et aux transports. La nuit, ce doit être l’inverse : des faisceaux de lumière colorés jailliraient du sol pour que le cœur de Paris soit mis en valeur et vu de loin. Le gigantesque vitrail doit être parsemé de passerelles, arbres, jardins et pelouses. Selon ce projet, la salle d'échanges et les quais du RER doivent être éclairés par une véritable « cathédrale » en creux percée depuis la surface, offrant également une grande lisibilité.
- Le projet de Jean Nouvel prévoit des jardins à tous les niveaux, soit 7 hectares au total, notamment sur le toit d’une halle principale construite à la place des structures en parapluies du Forum actuel. « Un jardin onirique, au-dessus des toits parisiens », selon l’architecte, d’où l’on pourra « dialoguer » avec les autres monuments de Paris. D’autres halles doivent être construites alentour : halle du marché, des enfants, des arts...

#### Les travaux de réhabilitation

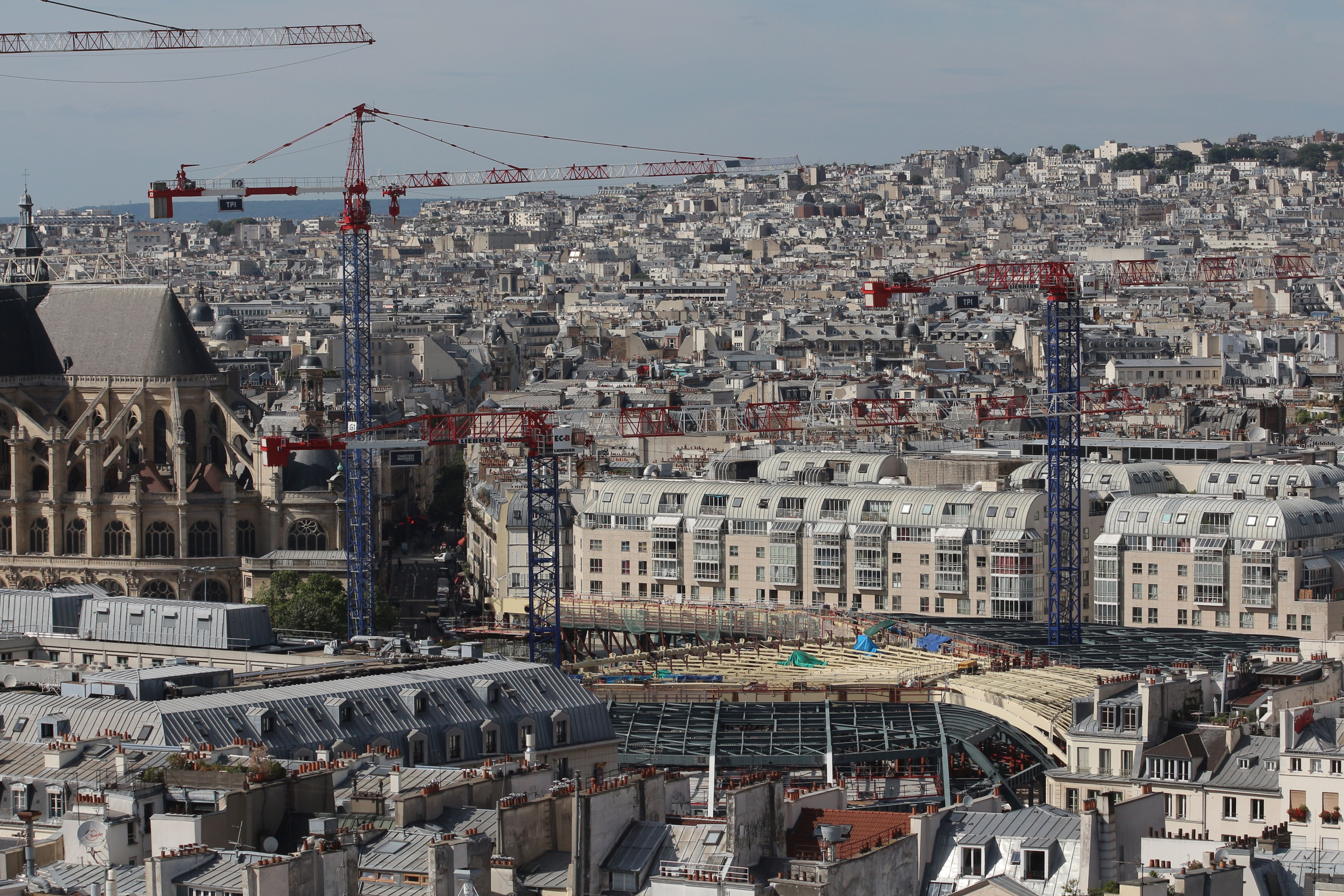
Le chantier de la Canopée vu depuis la tour Saint-Jacques.

Le projet de David Mangin est retenu mais avec plusieurs modifications. Ainsi, dans le projet de 2004, il était prévu de rendre visibles les rails en dessous de la salle d'échanges. David Mangin proposait un grand puits de lumière creusé depuis la surface, desservi par des escaliers et se terminant au niveau –3 au-dessus de la salle des échanges RER, qui devait être éclairé par un carré vitré. Le plancher de la salle d'échanges elle-même devait être percé en son milieu, les quais étant vus depuis un balcon et une passerelle centrale qui les surplombent. Ce puits de lumière est finalement abandonné, provoquant l'insatisfaction de représentants d'associations de riverains. De plus, la partie émergée des Halles (pavillons Willerval) est remplacée par un édifice aux formes courbes d’inspiration végétale, La Canopée – un terme habituellement utilisé pour désigner la partie supérieure des forêts, en contact direct avec l’atmosphère libre et les rayons du soleil. Cette Canopée est différente du bâtiment prévu dans le cadre du concours de 2004 pour le « carreau des Halles » et a fait l'objet en 2007 d'un concours international dédié, remporté à l'unanimité par les architectes Patrick Berger et Jacques Anziutti.
La mairie de Paris, sous la direction de Bertrand Delanoë, décide de procéder à une vaste rénovation du quartier : les travaux doivent durer six ans et coûter 760 millions d'euros.
Fin 2010, le coût de la rénovation est augmenté à 802 millions d'euros . Le projet suscite diverses critiques, les associations dénoncent les conditions d'octroi au gestionnaire privé. Concernant la partie investissement, un tiers de l’opération est financé par le gestionnaire privé, qui apporte 238 millions d’euros. L’accord comprend le versement par le gestionnaire privé d’un montant complémentaire, estimé à 30 M€ en hypothèse basse et pouvant s’élever à 50 M€ en cas de conjoncture favorable, permettant à la Ville de partager les bénéfices du centre commercial une fois l’opération achevée.
La partie Canopée du nouveau Forum, structure de verre et d'acier construite sous le pilotage de Vinci par les entreprises Castel et Fromaget, Viry, Barbot et ACML (entreprises du groupe Fayat), atteint de 14 mètres de hauteur, couvre un patio central et accueille dans ses ailes un conservatoire municipal, un centre culturel hip-hop, une médiathèque, et une maison de pratiques artistiques amateurs. Elle est inaugurée le 5 avril 2016. Pour cela, les pavillons Willerval datant des années 1980 ont été détruits et plusieurs aménagements déplacés (comme la sculpture en marbre Pyegemalion, œuvre de l’Argentin Julio Silva). La piscine Suzanne-Berlioux a en outre été fermée en septembre 2012. Le coût de la Canopée est estimé à 216 millions d'euros, soit 27 % du montant de celui de la rénovation. Le nouveau Forum et la Canopée s'ouvrent à l'ouest sur le jardin Nelson-Mandela, qui, une fois achevé, comporte plusieurs aires de jeux pour les enfants.
Le 13 septembre 2019, le Forum des Halles prend le nom de Westfield Forum des Halles, selon la volonté de son propriétaire, le groupe Unibail-Rodamco-Westfield.

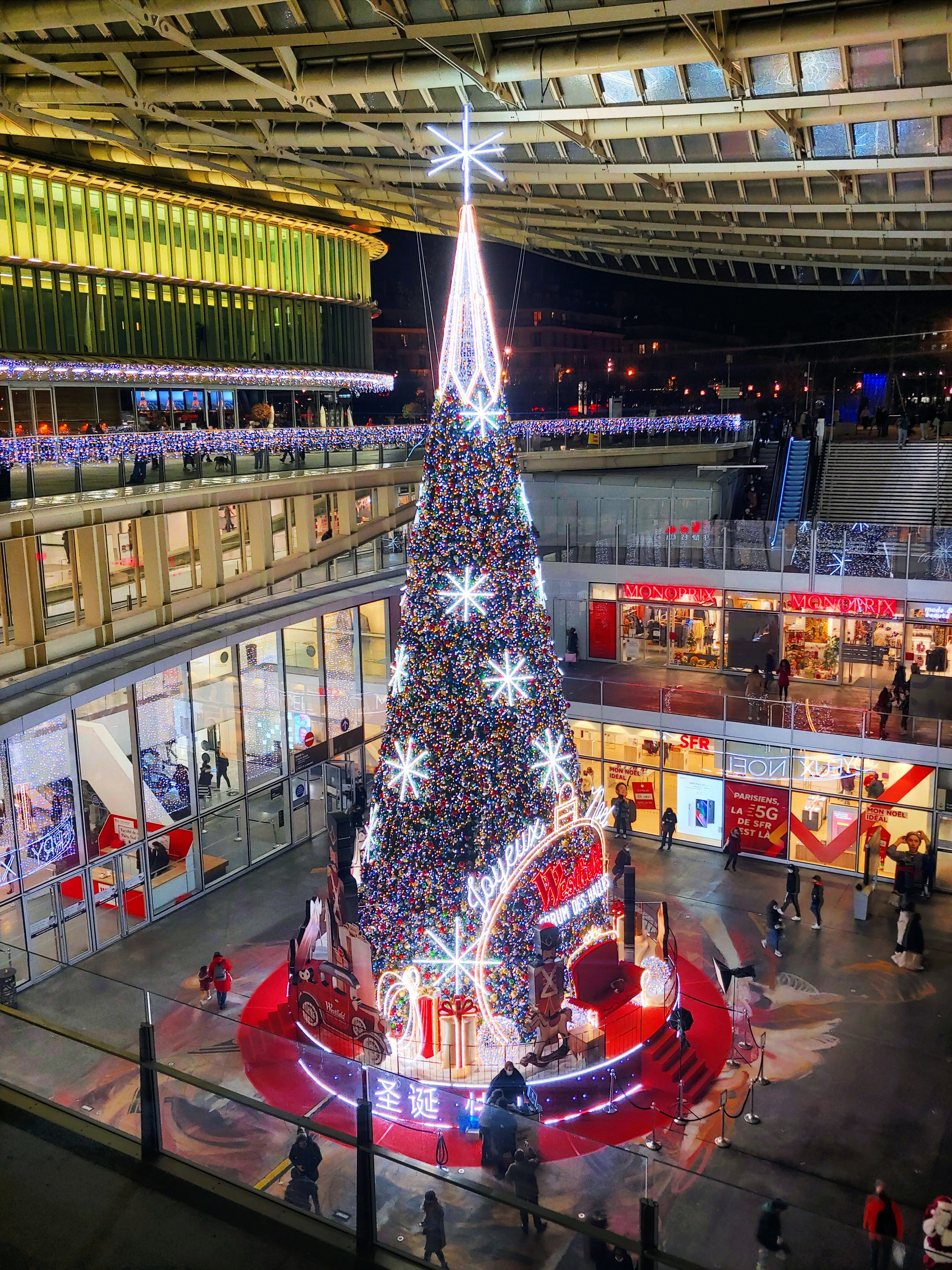
Arbre de Noël installé au Westfield Forum des Halles en 2021.

## Identité

### Logos

Ancien logo.
Logo du centre commercial depuis septembre 2019.

## Galerie

### L'ancien forum

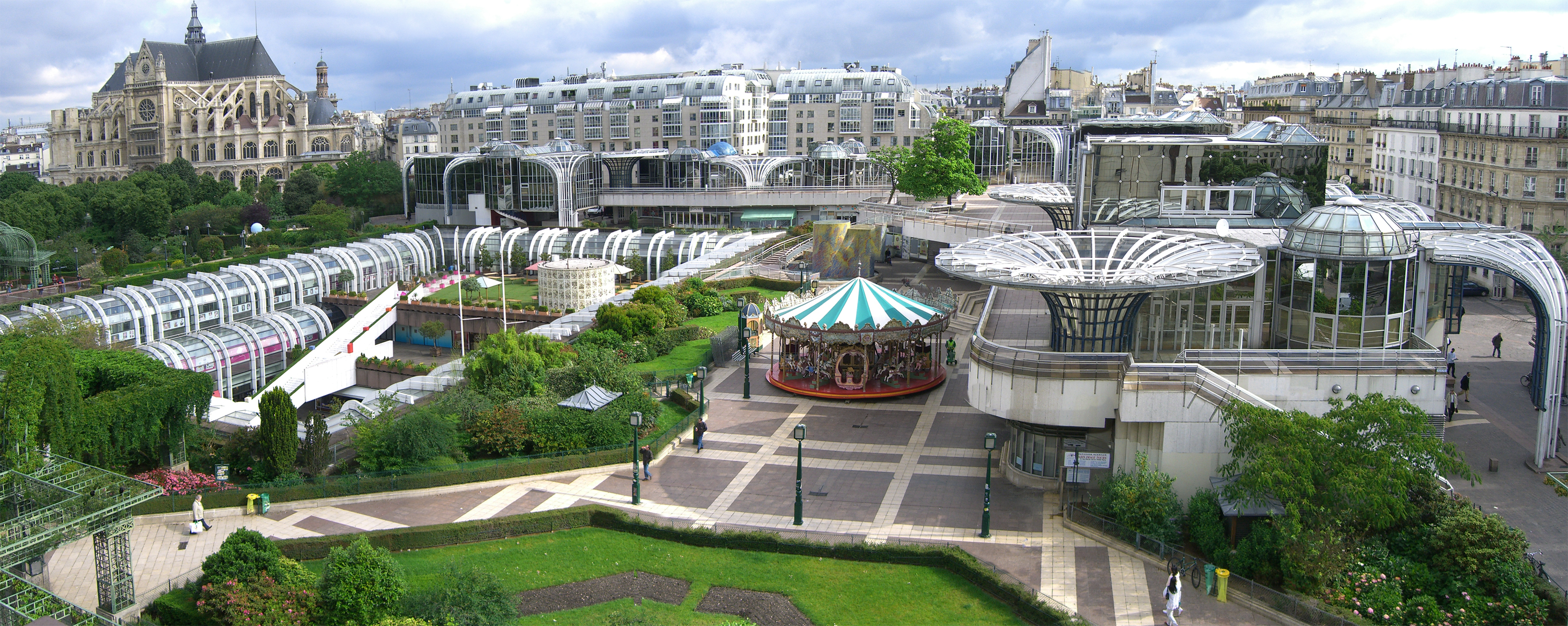
Le Forum des Halles, 2007.
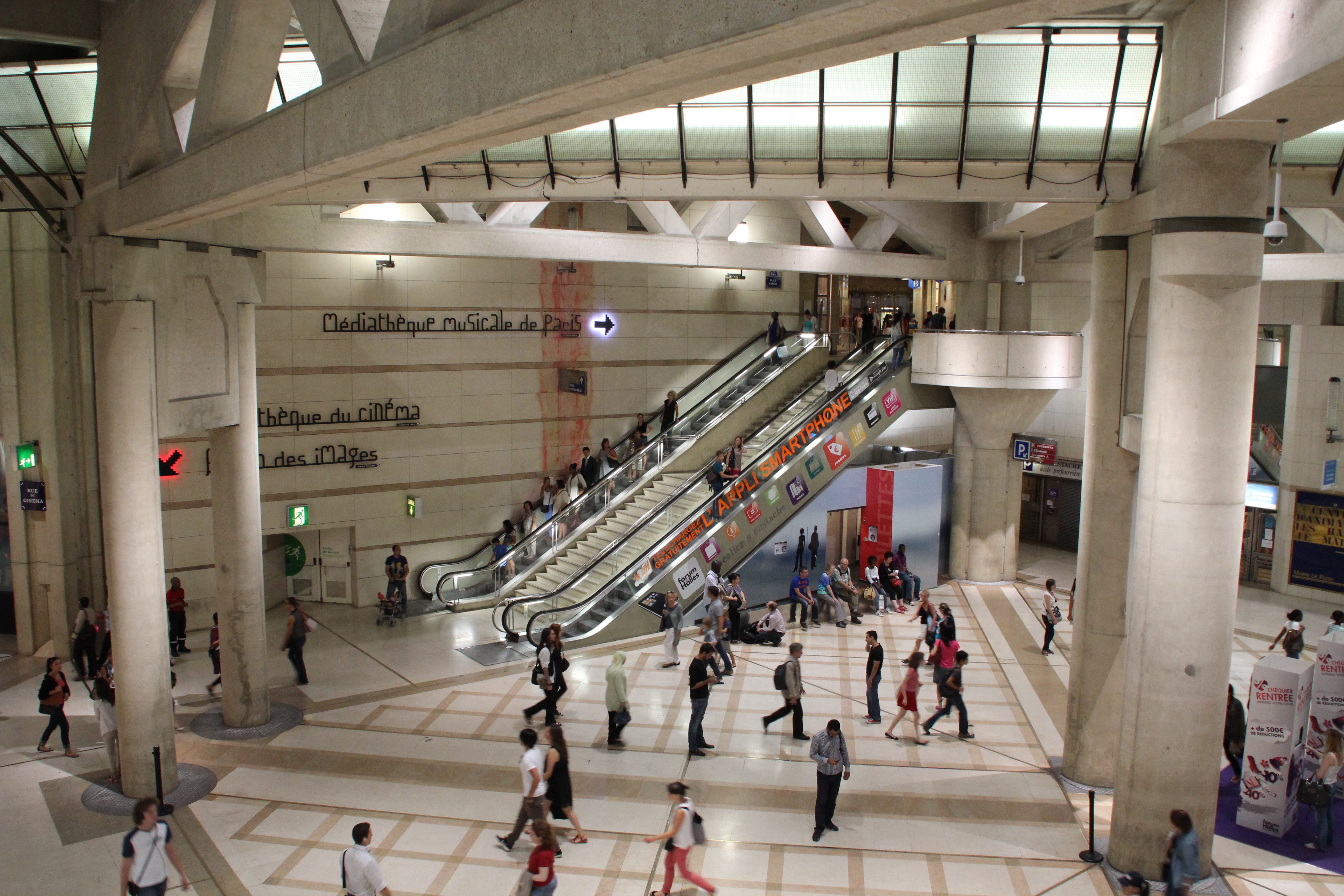
La place Carrée, 2012.
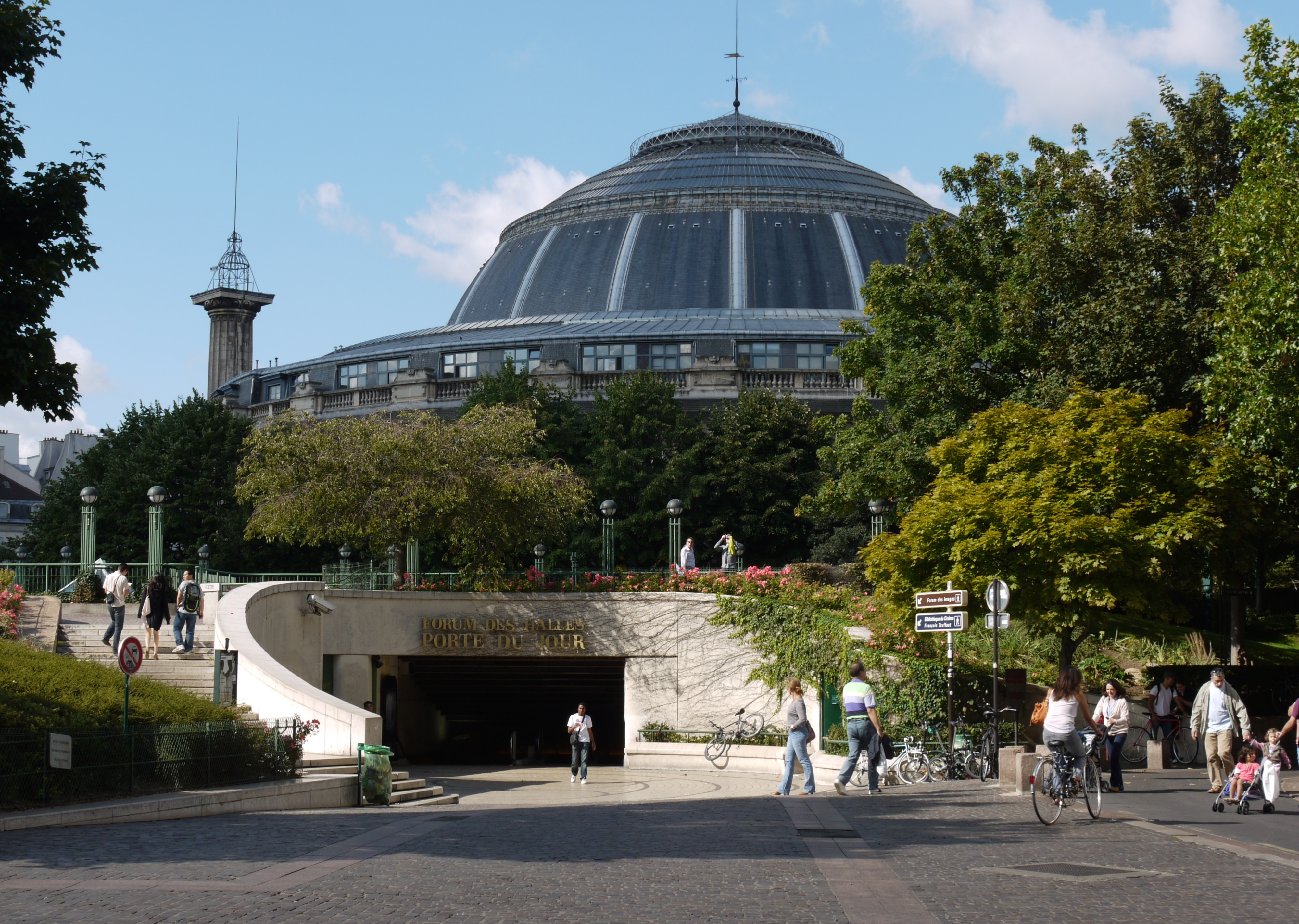
L'entrée porte du Jour du forum des Halles avec, à l’arrière-plan, la Bourse de commerce et la colonne Médicis.

### Travaux de réhabilitation en 2011-2016

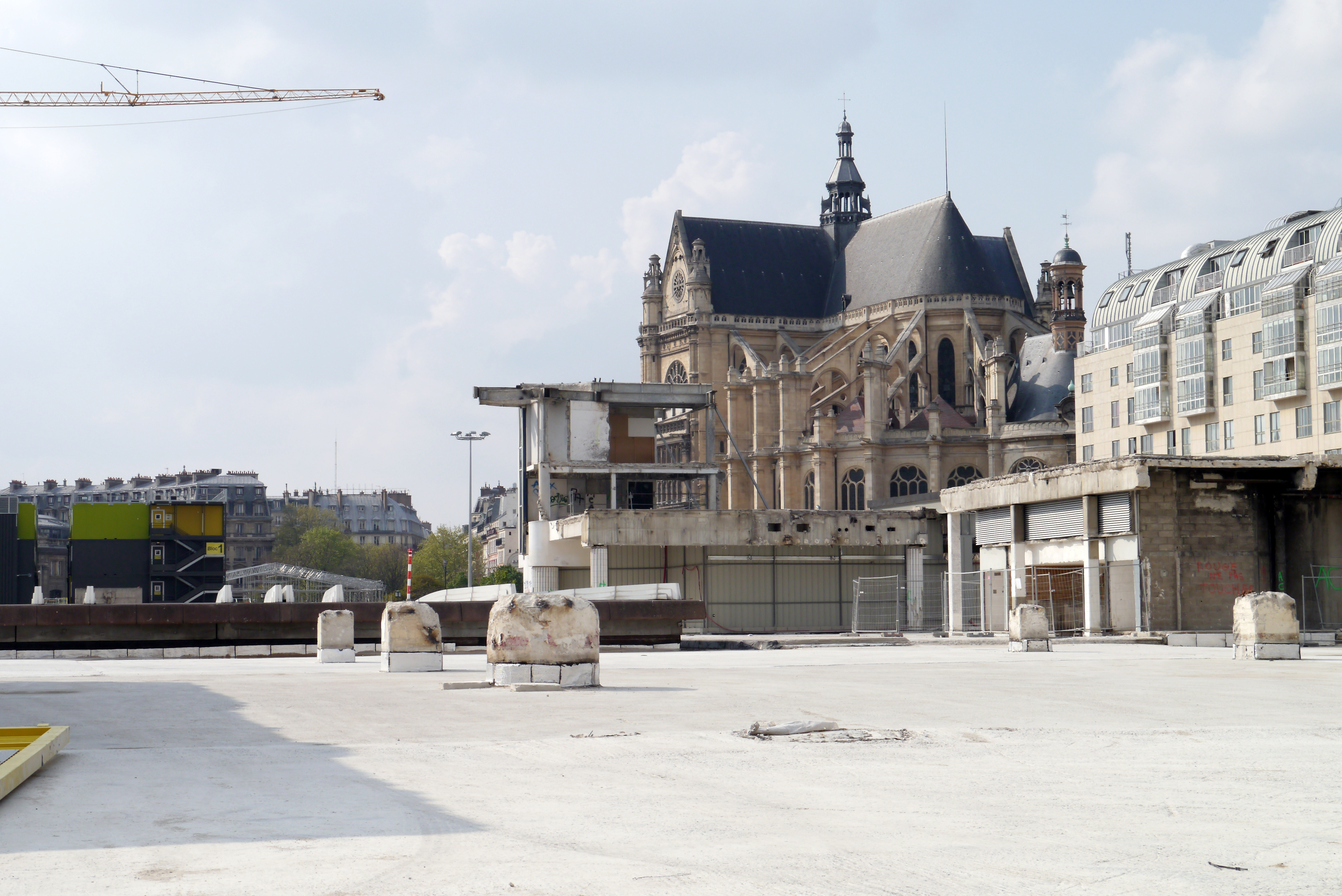
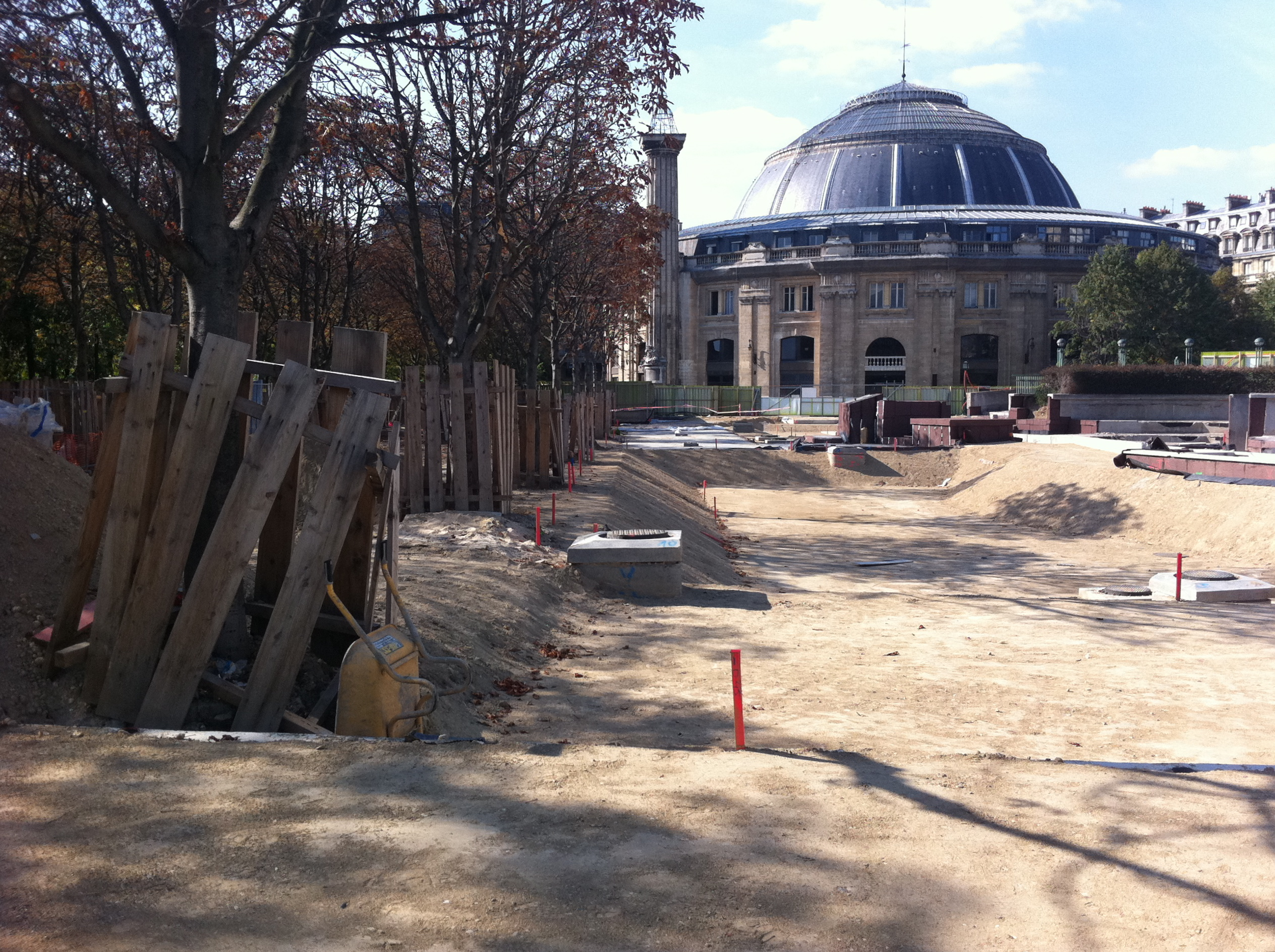
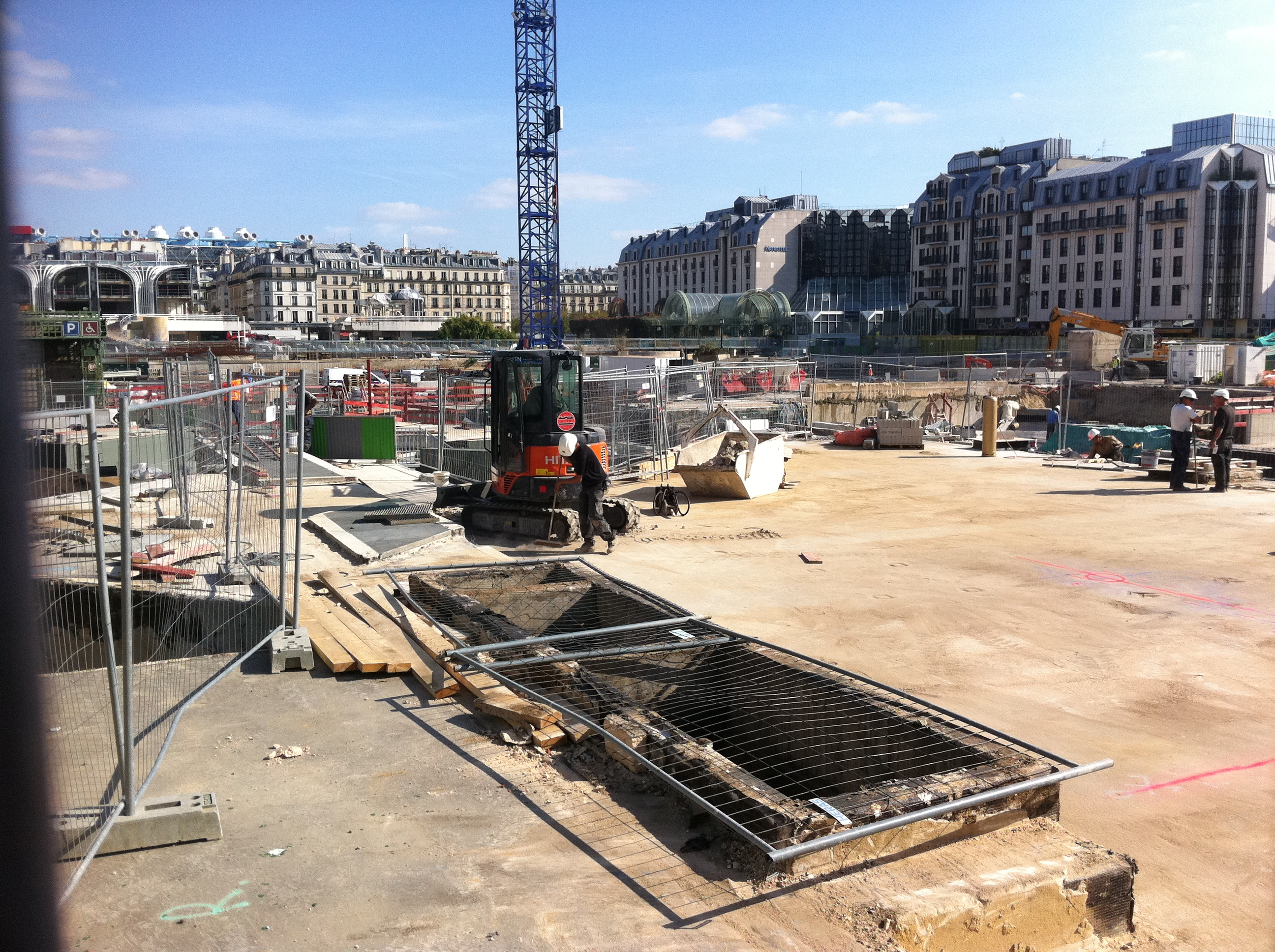
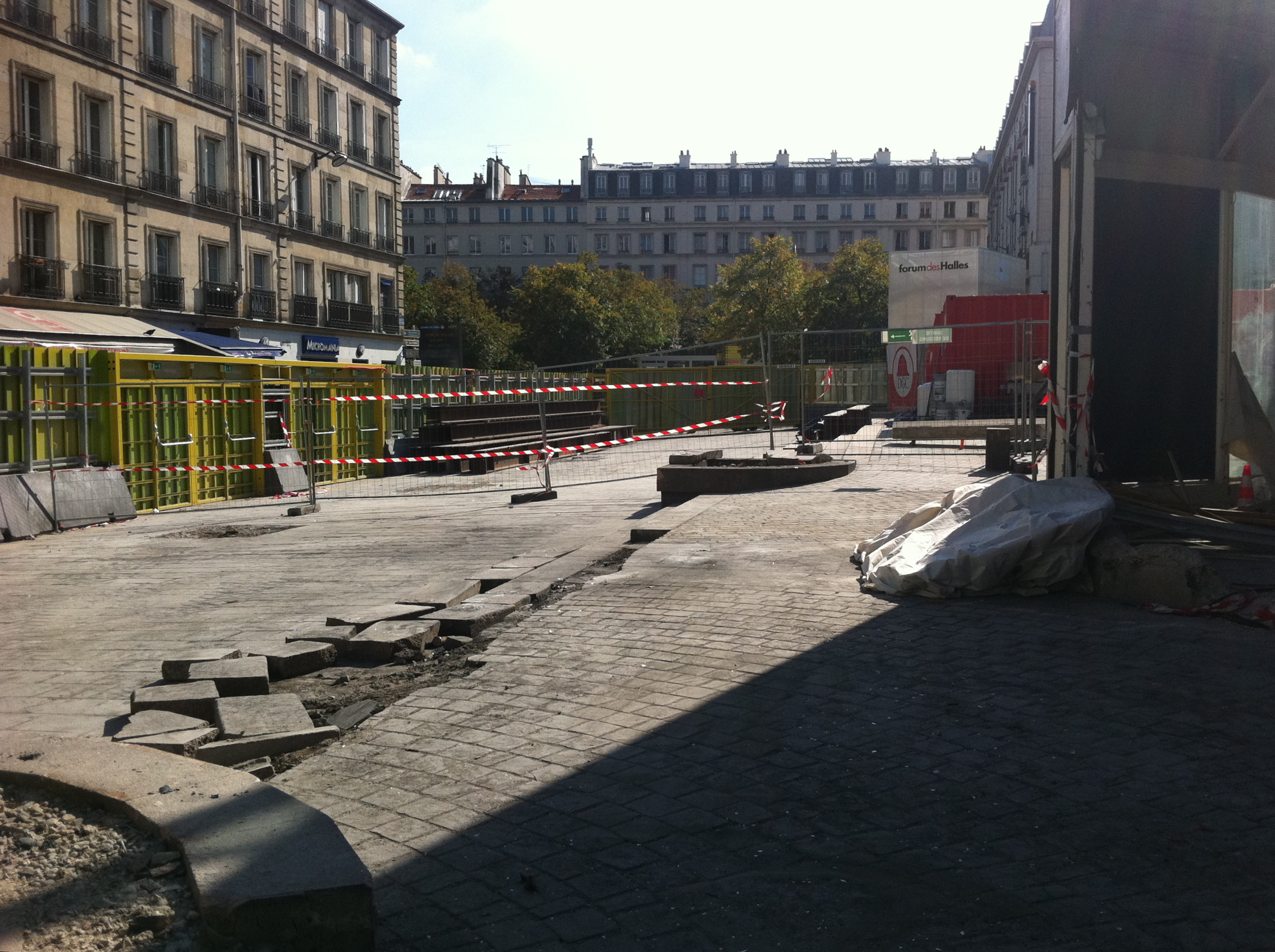
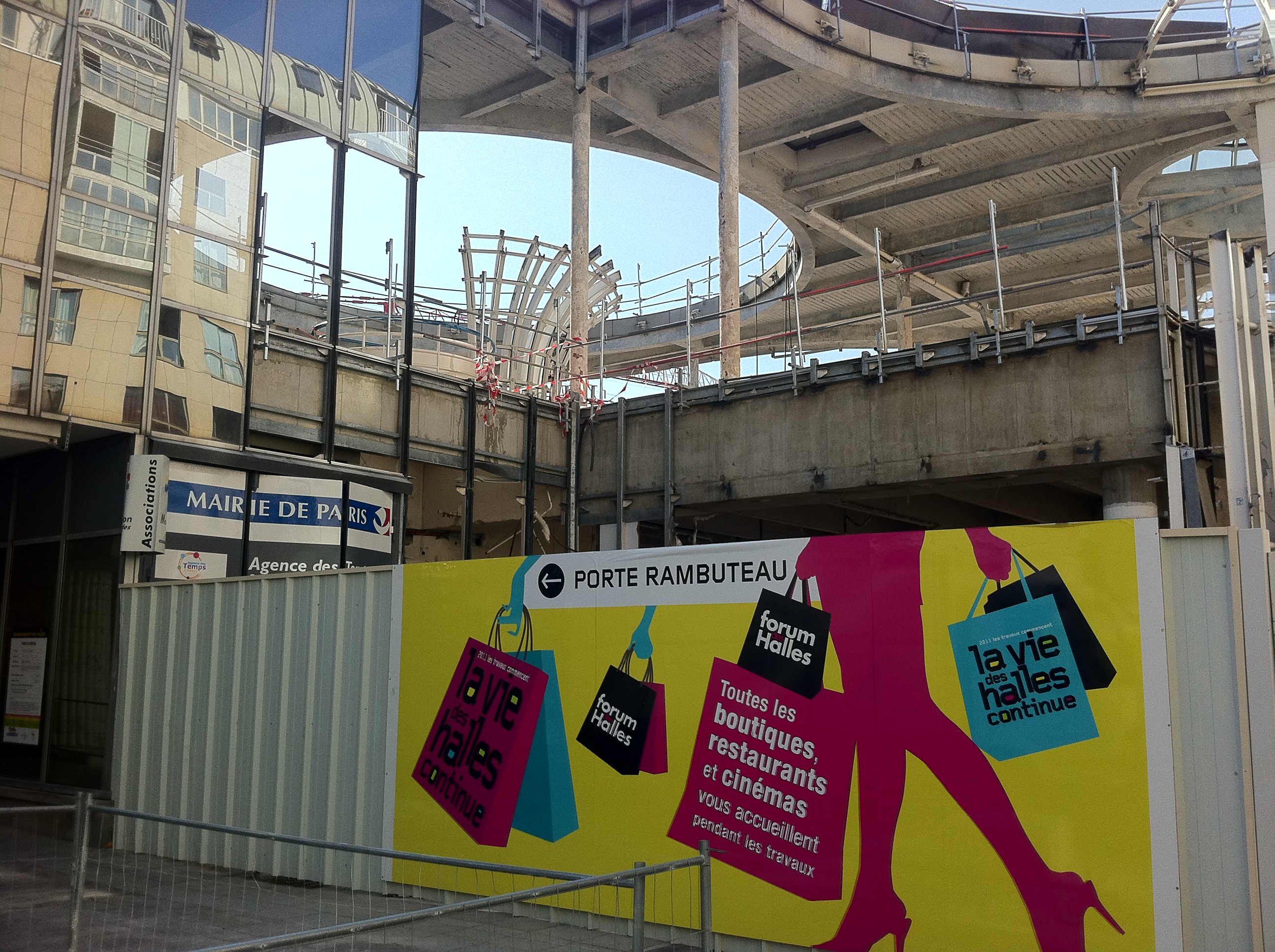
Porte Rambuteau.
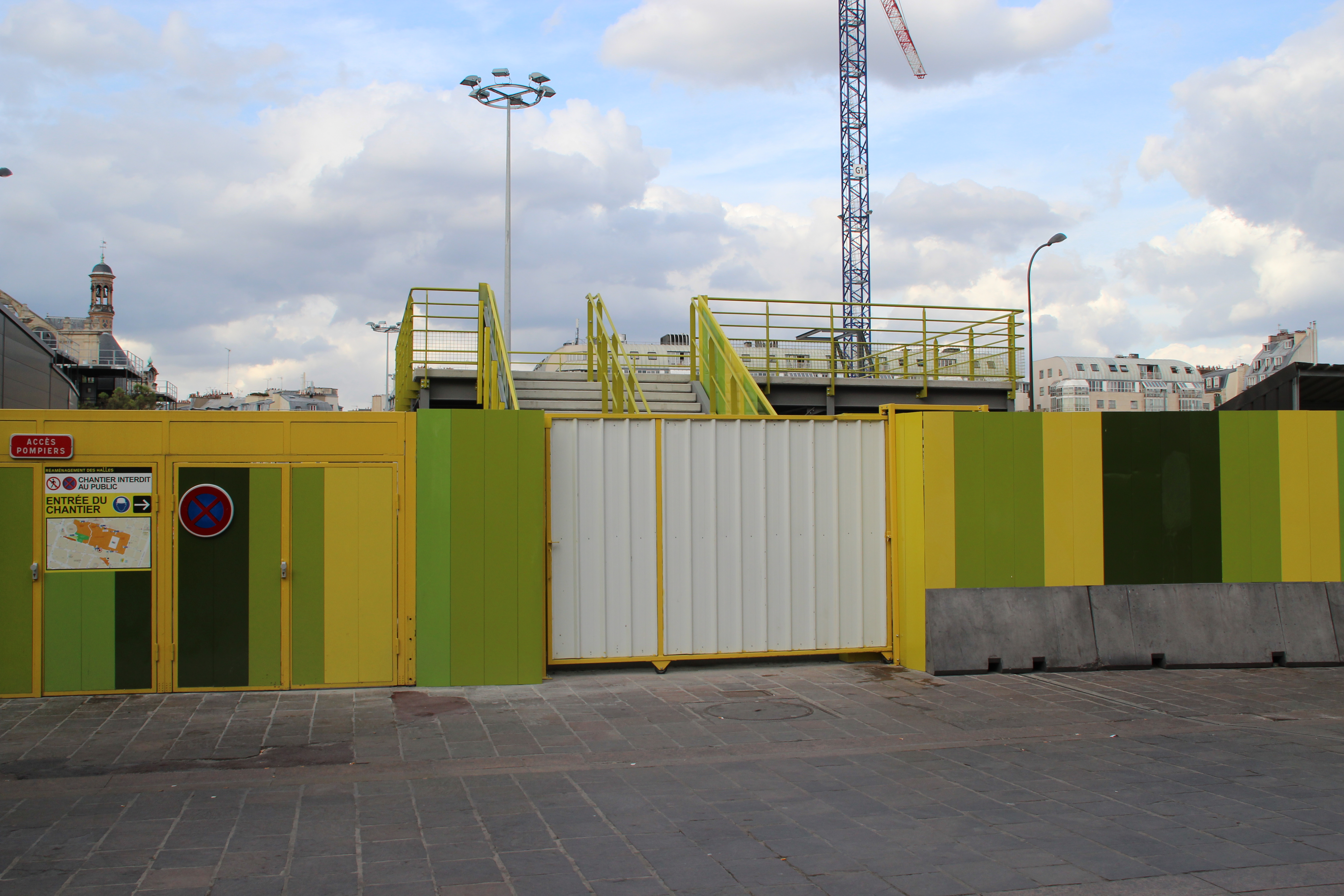
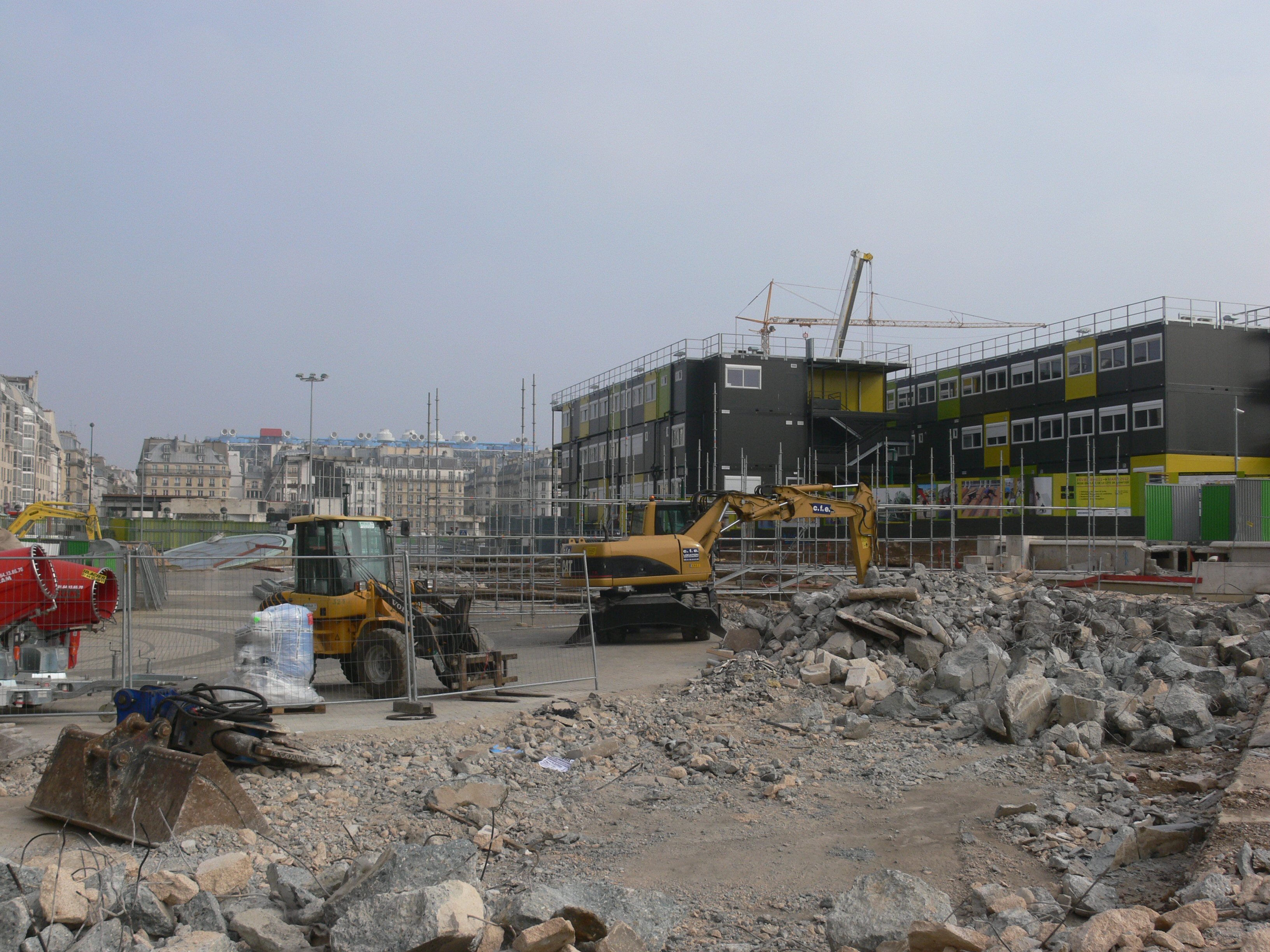

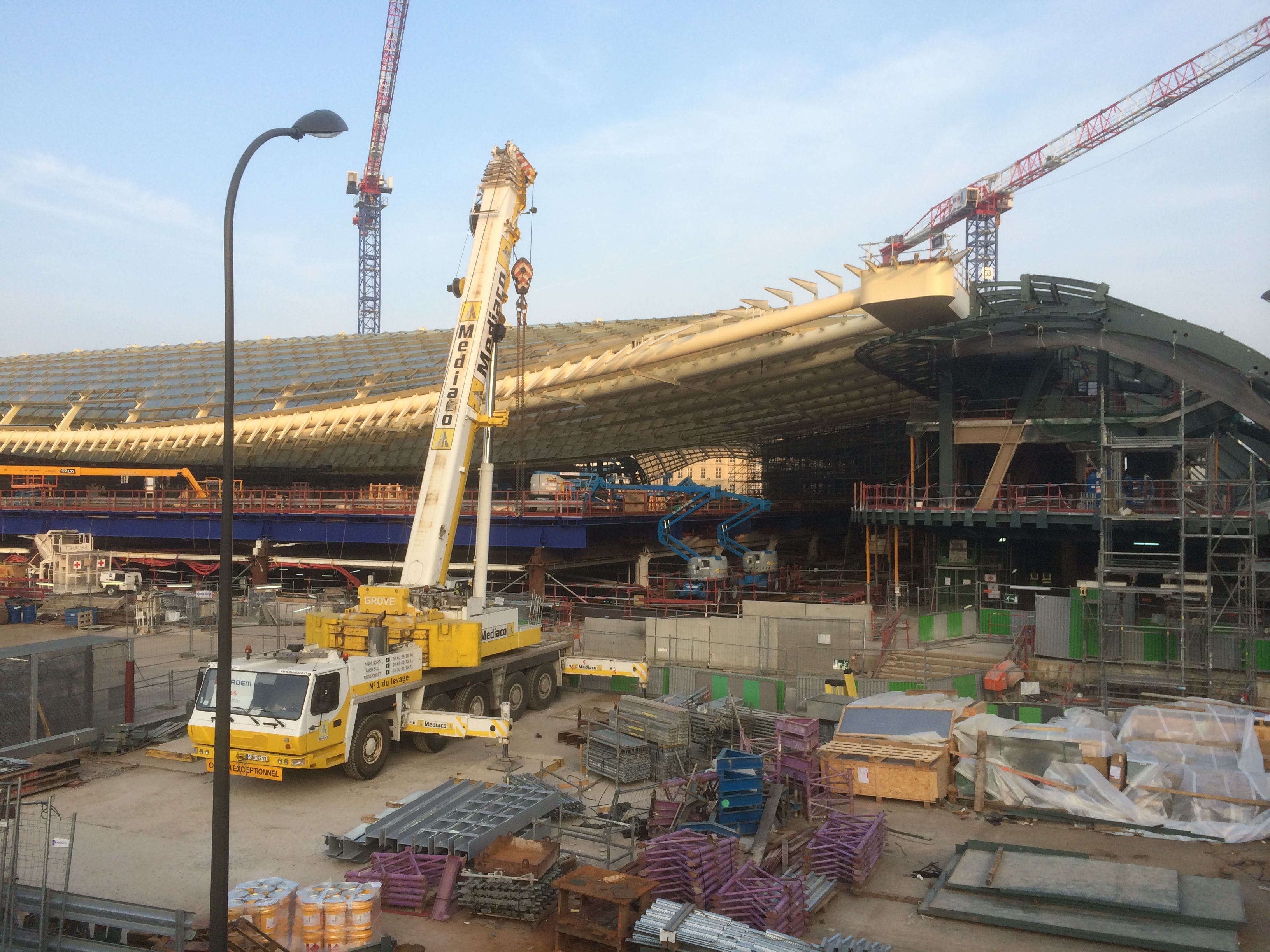
Mars 2014.
Mars 2015.
Avril 2016.

## Voies du forum des Halles
Ces voies sont publiques, piétonnières et souterraines :
- Balcon Saint-Eustache
- Grand Balcon
- Passage de la Réale
- Passage des Verrières
- Patio-place Pina-Bausch
- Place Basse
- Place Carrée
- Place de la Rotonde
- Porte Berger
- Porte Lescot
- Porte du Jour
- Porte du Louvre
- Porte Marguerite-de-Navarre
- Porte du Pont-Neuf
- Porte Rambuteau
- Porte Saint-Eustache
- Rue de l'Arc-en-Ciel
- Rue Basse
- Rue des Bons-Vivants
- Rue de la Boucle
- Rue Brève
- Rue du Cinéma (anciennement Grande-Galerie)
- Rue de l'Équerre-d'Argent
- Rue de l'Oculus
- Rue de l'Orient-Express
- Rue des Piliers
- Rue des Négociants
- Rue Poquelin
- Rue Pirouette
- Terrasse Lautréamont